# Wereldkampioenschap voetbal 2006 (kwalificatie)
Aan het Wereldkampioenschap voetbal 2006 kunnen 32 nationale ploegen deelnemen. Om mee te kunnen doen moesten alle landen zich in hun eigen continent kwalificeren. De uitzondering hierop was Duitsland dat als gastland automatisch gekwalificeerd was.

## Plaatsen
Vóór aanvang van het eindtoernooi werden er per continent kwalificatierondes georganiseerd, volgens een formule die door de continentale voetbalconfederaties was bepaald. Per continent was het volgende aantal plaatsen toegewezen:
- Europa – vertegenwoordigd door de UEFA: 51 landen strijden voor 13 plaatsen, het organiserende land Duitsland bezet de 14de plaats
- Afrika – CAF: 51 landen voor 5 plaatsen
- Zuid-Amerika – CONMEBOL: 10 landen voor 4,5 plaatsen
- Azië – AFC: 39 landen voor 4,5 plaatsen
- Noord- en Midden-Amerika en het Caribisch gebied – CONCACAF: 34 landen voor 3,5 plaatsen
- Oceanië – OFC: 12 landen voor 0,5 plaatsen

Halve plaatsen betekenen dat er een beslissingswedstrijd komt tussen landen van twee verschillende continenten. De nummer 5 van Zuid-Amerika speelt tegen de nummer 1 van Oceanië voor 1 plaats op de eindronde. Analoog speelt de nummer 4 van Noord-Amerika tegen de nummer 5 van Azië.
Voor het eerst was de uittredende kampioen, in dit geval Brazilië, niet automatisch voor de Wereldbeker geplaatst. Gastland Duitsland behield wel de automatische kwalificatieplaats. In 1934 nam uittredend kampioen Uruguay niet deel en moest gastland Italië een kwalificatie spelen, maar van 1938 tot en met 2002 waren zowel de uittredend kampioen als gastland automatisch gekwalificeerd voor deelname.
Oorspronkelijk was men bij de verdeling van de plaatsen van plan om Oceanië één vaste plaats te geven in plaats van de halve plaats. Dit idee werd echter te voordelig voor Australië beschouwd, aangezien het land veruit de sterkte natie uit zijn regio was, en zo bijna zeker kon zijn van deelname. In juni 2003 kwam men dan terug op de beslissing door de plaats tussen Oceanië en Zuid-Amerika te verdelen.
De trekking voor vijf van de zes kwalificatietoernooien vond plaats op 5 december 2003 in Frankfurt. Voor Zuid-Amerika moest geen trekking gehouden worden, aangezien alle landen daar in één enkele reeks strijden voor kwalificatie. De eerste kwalificatiewedstrijden werden op 6 september 2003 gespeeld.
| Confederatie      | AP    | DL     | Start             |
| ----------------- | ----- | ------ | ----------------- |
| AFC               | 39    | 4 of 5 | 19 november 2003  |
| CAF               | 51    | 5      | 10 oktober 2003   |
| CONCACAF          | 34    | 3 of 4 | 18 februari 2004  |
| CONMEBOL          | 10    | 4 of 5 | 6 september 2003  |
| OFC               | 12    | 0 of 1 | 10 mei 2004       |
| UEFA              | 51    | 13     | 10 mei 2004       |
| Organiserend land | 1     | 1      | organiserend land |
| Totaal            | 179+1 | 32     |                   |

## Gekwalificeerde landen
In vergelijking met het vorig WK plaatsten veertien Europese landen zich voor het WK, vorig WK vijftien. Duitsland, Spanje, Engeland, Zweden, Italië, Frankrijk, Portugal, Kroatië en Polen plaatsten zich opnieuw. Turkije, Denemarken, Ierland, België werden respectievelijk uitgeschakeld door Zwitserland en debutanten Oekraïne en Servië & Montenegro. De plaatsen van Rusland en Slovenië werden ingenomen door Nederland en debutant Tsjechië.
Voor Zuid-Amerika plaatsten vier landen zich voor het WK, vorig WK vijf. Brazilië, Argentinië, Paraguay en Ecuador plaatsten zich opnieuw, Uruguay werd in een intercontinentale play-off uitgeschakeld door de vertegenwoordiger van Oceanië, Australië.
Voor Noord-Amerika waren er vier vertegenwoordigers, vorig WK drie. Mexico, de Verenigde Staten en Costa Rica plaatsten zich opnieuw, Trinidad en Tobago was als debutant de vierde deelnemer op het eindtoernooi.
Voor Afrika plaatsten zich vijf landen voor het WK, evenveel als vorig WK. Tunesië was het enige land dat er opnieuw bij was. Senegal, Nigeria, Kameroen en Zuid-Afrika werden respectievelijk uitgeschakeld door vier debutanten: Ivoorkust, Ghana, Togo en Angola.
Voor Azië plaatsten vier landen zich vier landen zich voor het WK, evenveel als vorig WK. Zuid-Korea, Japan en Saoedi-Arabië waren er opnieuw bij, Iran nam de plaats van China in.

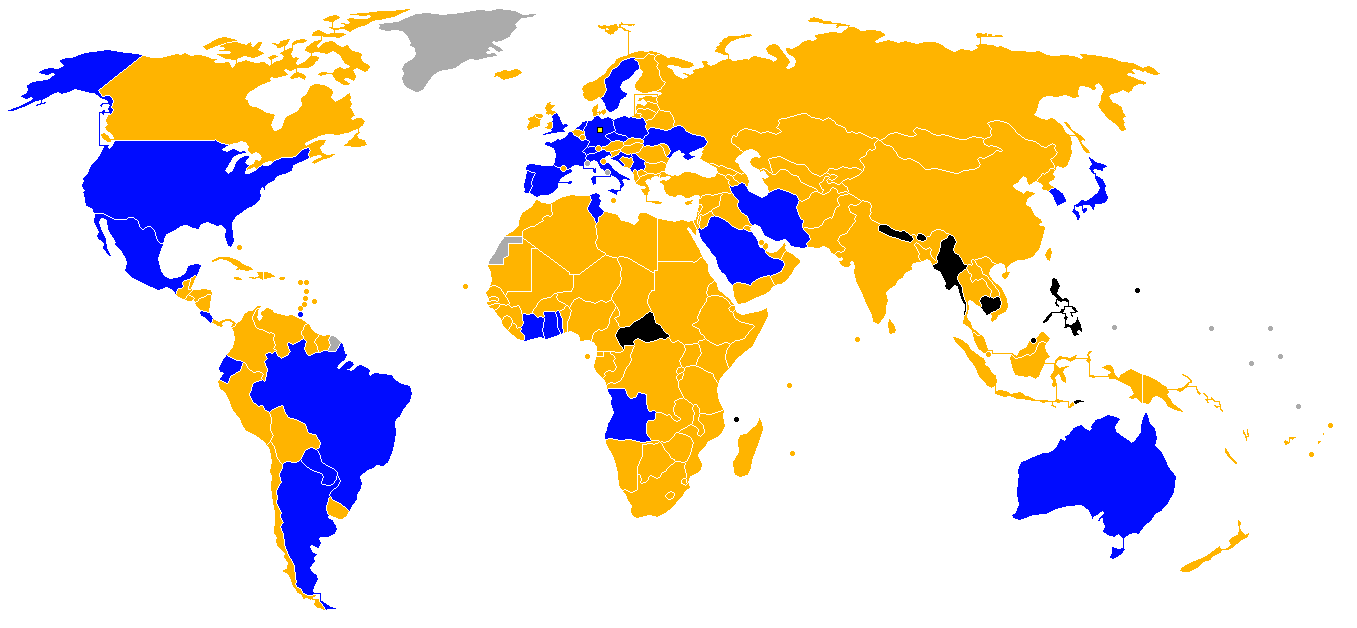
Gekwalificeerd voor het Wereldkampioenschap
Niet gekwalificeerd voor het Wereldkampioenschap
Niet ingeschreven voor de kwalificaties
Geen FIFA-lid

| FIFA-lid             | Confederatie | Kwalificatie               | Kwal. datum      | Aantal dln. (incl. 2006) | Dln. op rij | Eerste dln. | Laatste dln. | Titels (excl. 2006) | Beste prestatie |  |
| -------------------- | ------------ | -------------------------- | ---------------- | ------------------------ | ----------- | ----------- | ------------ | ------------------- | --------------- |  |
| Togo                 | CAF          | 1e Groep A                 | 8 oktober 2005   | 1e                       | 1           | 2006        |              |                     |                 |  |
| Ghana                | CAF          | 1e Groep B                 | 8 oktober 2005   | 1e                       | 1           | 2006        |              |                     |                 |  |
| Ivoorkust            | CAF          | 1e Groep C                 | 8 oktober 2005   | 1e                       | 1           | 2006        |              |                     |                 |  |
| Angola               | CAF          | 1e Groep D                 | 8 oktober 2005   | 1e                       | 1           | 2006        |              |                     |                 |  |
| Tunesië              | CAF          | 1e Groep E                 | 8 oktober 2005   | 4e                       | 3           | 1978        | 2002         | 0                   | Groepsfase      |  |
| Australië            | OFC          | Intercontinentale play-off | 16 november 2005 | 2e                       | 1           | 1974        | 1974         | 0                   | Groepsfase      |  |
| Brazilië             | CONMEBOL     | Nummer 1 CONMEBOL          | 5 september 2005 | 18e                      | 18          | 1930        | 2002         | 5                   | Winnaar         |  |
| Argentinië           | CONMEBOL     | Nummer 2 CONMEBOL          | 8 juni 2005      | 14e                      | 9           | 1930        | 2002         | 2                   | Winnaar         |  |
| Ecuador              | CONMEBOL     | Nummer 3 CONMEBOL          | 8 oktober 2005   | 2e                       | 2           | 2002        | 2002         | 0                   | Groepsfase      |  |
| Paraguay             | CONMEBOL     | Nummer 4 CONMEBOL          | 8 oktober 2005   | 7e                       | 3           | 1930        | 2002         | 0                   | Achtste finale  |  |
| Costa Rica           | CONCACAF     | Vierde ronde 3e plaats     | 8 oktober 2005   | 3e                       | 1           | 1990        | 2002         | 0                   | Groepsfase      |  |
| Mexico               | CONCACAF     | Vierde ronde 2e plaats     | 7 september 2005 | 13e                      | 4           | 1930        | 2002         | 0                   | Kwartfinale     |  |
| Verenigde Staten     | CONCACAF     | Vierde ronde 1e plaats     | 3 september 2005 | 8e                       | 5           | 1930        | 2002         | 0                   | Derde           |  |
| Trinidad en Tobago   | CONCACAF     | Intercontinentale play-off | 16 november 2005 | 1e                       | 1           | 2006        |              |                     |                 |  |
| Duitsland            | UEFA         | Gastland                   | 6 juli 2000      | 16e1                     | 14          | 1934        | 2002         | 3                   | Winnaar         |  |
| Nederland            | UEFA         | 1e Groep 1                 | 8 oktober 2005   | 8e                       | 1           | 1934        | 1998         | 0                   | Tweede          |  |
| Oekraïne             | UEFA         | 1e Groep 2                 | 3 september 2005 | 1e3                      | 1           | 2006        |              |                     |                 |  |
| Portugal             | UEFA         | 1e Groep 3                 | 8 oktober 2005   | 4e                       | 2           | 1966        | 2002         | 0                   | Derde           |  |
| Frankrijk            | UEFA         | 1e Groep 4                 | 12 oktober 2005  | 12e                      | 3           | 1930        | 2002         | 1                   | Winnaar         |  |
| Italië               | UEFA         | 1e Groep 5                 | 8 oktober 2005   | 16e                      | 12          | 1930        | 2002         | 3                   | Winnaar         |  |
| Engeland             | UEFA         | 1e Groep 6                 | 8 oktober 2005   | 12e                      | 3           | 1950        | 2002         | 1                   | Winnaar         |  |
| Polen                | UEFA         | 2e Groep 6                 | 8 oktober 2005   | 7e                       | 2           | 1938        | 2002         | 0                   | Derde           |  |
| Servië en Montenegro | UEFA         | 1e Groep 7                 | 12 oktober 2005  | 10e4                     | 1           | 2006        |              |                     |                 |  |
| Kroatië              | UEFA         | 1e Groep 8                 | 8 oktober 2005   | 3e                       | 3           | 1998        | 2002         | 0                   | Derde           |  |
| Zweden               | UEFA         | 2e Groep 8                 | 8 oktober 2005   | 11e                      | 2           | 1934        | 2002         | 0                   | Tweede          |  |
| Spanje               | UEFA         | Winnaar play-off           | 16 november 2005 | 12e                      | 8           | 1934        | 2002         | 0                   | Vierde          |  |
| Zwitserland          | UEFA         | Winnaar play-off           | 16 november 2005 | 8e                       | 1           | 1934        | 1994         | 0                   | Kwartfinale     |  |
| Tsjechië             | UEFA         | Winnaar play-off           | 16 november 2005 | 1e5                      | 1           | 2006        |              |                     |                 |  |
| Iran                 | AFC          | Tweede ronde 2e groep 2    | 8 juni 2005      | 3e                       | 1           | 1978        | 1998         | 0                   | Groepsfase      |  |
| Japan                | AFC          | Tweede ronde 1e groep 2    | 8 juni 2005      | 3e                       | 3           | 1998        | 2002         | 0                   | Achtste finale  |  |
| Saoedi-Arabië        | AFC          | Tweede ronde 1e groep 1    | 8 juni 2005      | 4e                       | 4           | 1994        | 2002         | 0                   | Achtste finale  |  |
| Zuid-Korea           | AFC          | Tweede ronde 2e groep 1    | 8 juni 2005      | 7e                       | 6           | 1954        | 2002         | 0                   | Vierde          |  |

## Continentale kwalificatietoernooien

### Europa (UEFA)
Namens de Europese voetbalbond UEFA deden 51 landen mee aan de kwalificatieronden voor 13 kwalificatieplaatsen. Deze werden verdeeld in drie groepen van 7 landen en vijf groepen van 6 landen. De 14de plaats ging rechtstreeks naar gastland Duitsland. In elke groep speelde elk land tweemaal tegen elk ander land uit de groep, één keer uit en één keer thuis. De acht groepswinnaars zijn gekwalificeerd voor het WK, samen met de twee beste nummers twee. De zes overige nummers twee spelen play-offs op uit- en thuisbasis. De drie winnaars van deze duels plaatsen zich ook.
De 14 gekwalificeerde landen zijn:
- Duitsland (automatisch als gastland))
- Nederland (winnaar kwalificatiepoule 1)
- Oekraïne (winnaar kwalificatiepoule 2)
- Portugal (winnaar kwalificatiepoule 3)
- Frankrijk (winnaar kwalificatiepoule 4)
- Italië (winnaar kwalificatiepoule 5)
- Engeland (winnaar kwalificatiepoule 6)
- Servië en Montenegro (winnaar kwalificatiepoule 7)
- Kroatië (winnaar kwalificatiepoule 8)
- Polen (beste nummer twee (groep 6))
- Zweden (beste nummer twee (groep 8))
- Zwitserland (won de play off tegen Turkije)
- Spanje (won de play off tegen Slowakije)
- Tsjechië (won de play off tegen Noorwegen)

### Afrika (CAF)
Namens de Afrikaanse bond CAF deden 51 landen mee aan de kwalificatieronde voor 5 beschikbare plaatsen. Dit voorrondetoernooi bestond uit twee delen. Eerst spelen 42 landen in 21 paren tegen elkaar (uit en thuis), de 21 winnaars gaan door naar de tweede ronde. In deze tweede ronde worden die winnaars aangevuld met de 9 resterende landen, die automatisch voor die ronde geplaatst waren. Tot die automatisch geplaatste landen horen de vijf Afrikaanse deelnemers aan het WK 2002 plus de vier hoogst gerangschikte Afrikaanse teams van de FIFA-wereldranglijst. Deze 30 landen speelden in de tweede ronde in vijf groepen van zes landen. De vijf groepswinnaars kwalificeerden zich voor het WK.
Gekwalificeerde landen:
- Togo (winnaar kwalificatiepoule 1)
- Ghana (winnaar kwalificatiepoule 2)
- Ivoorkust (winnaar kwalificatiepoule 3)
- Angola (winnaar kwalificatiepoule 4)
- Tunesië (winnaar kwalificatiepoule 5)

### Azië (AFC)
Namens de Aziatische bond AFC deden 39 landen mee aan de kwalificatieronden voor 4,5 plaatsen. Ditmaal bestond het kwalificatiedeel uit drie ronden. In de eerste ronde streden 14 landen (het 26ste tot met het 39ste AFC-land op de FIFA-wereldranglijst) in een uit- en thuisduels. De 7 winnaars gingen door naar de tweede ronde. Guam en Nepal trokken zich voor de wedstrijden terug, waardoor de beste verliezer Laos ook door mocht (Laos speelde één keer gelijk, terwijl de andere verliezers beide wedstrijden verloren). In de tweede ronde streden 32 landen, de 25 hoogste uit de ranglijst plus de zeven uit de eerste ronde, in acht groepen van vier op uit- en thuisbasis. De acht groepswinnaars gingen door naar de derde ronde. Die ronde bestond uit twee groepen van vier landen. Elke ploeg speelde tegen de andere landen uit zijn groep uit en thuis. De nummers 1 en 2 uit elke groep kwalificeerden zich voor het WK. De beide nummers 3 speelden een play-off in een uit- en thuismatch. De winnaar hiervan speelde tegen de nummer 4 uit Noord- en Midden-Amerika en het Caribisch gebied voor nog een kwalificatieplaats.
Gekwalificeerde landen:
- Saoedi-Arabië (groep A)
- Zuid-Korea (groep A)
- Iran (groep B)
- Japan (groep B)

De vijfde plaats werd beslist in een duel tegen Trinidad en Tobago uit Noord- en Midden-Amerika en het Caribisch gebied, maar deze ging niet naar Azië:
- Bahrein (verloren)

### Noord- en Midden-Amerika en het Caribisch gebied (CONCACAF)
Namens de bond CONCACAF deden 34 landen mee aan de kwalificatieronden voor 3,5 plaatsen. Het kwalificatietoernooi werd gespeeld in drie ronden. In de eerste ronde deden alle landen mee, ze werden verdeeld over 10 groepen van drie landen en 2 groepen van twee landen. In de groepen met twee landen speelde men een uit- en thuismatch en ging de winnaar door naar de volgende ronde. In de groepen met drie landen speelden eerst twee landen (bepaald door het lot) uit en thuis tegen elkaar, de winnaar daarvan speelde tegen het derde land. De winnaar van die wedstrijden ging door naar de tweede ronde. In die tweede ronde werden de twaalf landen verdeeld in drie groepen van vier landen die uit en thuis tegen elkaar speelden. De nummers 1 en 2 uit elke groep gingen door naar de derde ronde. In de laatste ronde speelden de zes overgebleven landen in één groep een uit- en thuisduel tegen elk ander land uit de groep. De nummers 1, 2 en 3 kwalificeerden zich voor de Wereldbeker, de nummer vier speelde nog tegen het vijfde land uit Azië.

De gekwalificeerde landen zijn:
- Verenigde Staten
- Mexico
- Costa Rica
- Trinidad en Tobago (na play-offs met Bahrein)

### Oceanië (OFC)
Namens de bond OFC deden 12 landen mee aan de kwalificatieronden voor een halve plaats. De kwalificaties bestonden uit drie ronden. Australië en Nieuw-Zeeland mochten de eerste ronde overslaan. De andere tien landen speelden in twee groepen van vijf landen, waarin elk land slechts één maal tegen elk ander speelde. De nummers 1 en 2 van beide groepen gingen verder naar de tweede ronde. In die ronden speelden zo zes landen tegen elkaar, in een enkele groep, waarbij elk land slechts één maal tegen elk ander speelt. De nummers 1 en 2 uit deze ronde gingen door naar ronde drie, waarin deze twee landen een play-off tegen elkaar spelen in een uit- en thuismatch. De winnaar hiervan was echter nog niet gekwalificeerd, maar moest tegen het vijfde team uit Zuid-Amerika de kwalificatie afdwingen.
Gekwalificeerd:
- Australië (na play-off tegen Uruguay)

### Zuid-Amerika (CONMEBOL)
Namens de Zuid-Amerikaanse bond CONMEBOL deden tien landen mee aan de kwalificatieronden voor vier plaatsen. In dit kwalificatietoernooi traden die tien landen in één groep aan, in een gewone competitie waar elk land uit en thuis speelt tegen elk ander. Elk land speelde dus 18 wedstrijden. De vier hoogst geklasseerde landen kwalificeerden zich voor de WK-eindronde. Het nummer vijf moest in een play-off tegen de winnaar uit Oceanië spelen om zich alsnog te kwalificeren.
Gekwalificeerde landen:
- Argentinië
- Brazilië
- Paraguay
- Ecuador

Voor de vijfde plaats moest tegen Australië uit Oceanië gespeeld worden, deze extra plaats werd echter niet door Zuid-Amerika gehaald:
- Uruguay (verloren)